# Jean-Jacques Domoraud
Jean-Jaques Domoraud (Man, 1 maart 1981) is een Ivoriaanse voetbalinternational die speelt als rechterflankverdediger. Hij heeft twee broers die ook voetballen, Cyril en Gilles Domoraud.
Sinds januari 2007 komt Domoraud uit voor KAA Gent met rugnummer 5. Daar tekende hij een contract tot het eind van het seizoen 2006/07 met een optie voor een bijkomend jaar. Deze optie werd niet gelicht. Voor Domoraud bij Gent toekwam, speelde hij bij US Créteil-Lusitanos (FR).